# Włostowice (województwo lubuskie)
Włostowice (do 1945 niem. Roßnitz) – wieś w Polsce położona w województwie lubuskim, w powiecie żarskim, w gminie Trzebiel.
W latach 1975–1998 miejscowość należała administracyjnie do województwa zielonogórskiego.